# Ara Minasian
Ara Minasian (Armeens: Արա Մինասյան) (Gjoemri, 14 april 1974) is een Armeens schaker. Hij is een grootmeester.
In 1995 werd hij Internationaal Meester (IM) en in 2004 grootmeester (GM).
In mei 2005 speelde hij mee in het toernooi om het kampioenschap van Armenië dat in Jerevan gespeeld werd. Hij eindigde met drie punten op de elfde plaats.
Bij het Armeense kampioenschap in 2008 eindigde hij met 6.5 pt. uit 13 op een zevende plaats.
In februari 2010 eindigde hij met 8.5 pt. uit 11 partijen, een half punt onder de winnaars, op een gedeelde vierde plaats op een toernooi gehouden in Mashhad, Iran.

## Externe koppelingen
- (en)   Informatie over schaakpartijen van Ara Minasian op ChessGames.com
- (en)   Informatie over schaakpartijen van Ara Minasian op 365chess.com
- (en)  FIDE-ratinggegevens voor Ara Minasian